# Län
| - Les comtés de Suède. - Les provinces de Finlande. |

Cet article court présente un sujet plus développé dans : Comté (Suède) et Régions de Finlande.
Le mot suédois län (en finnois : lääni) est un terme qui désigne les subdivisions administratives de la Suède et de la Finlande.   
À l'origine, le mot désignait un fief. C'est le Grand chancelier de Suède Axel Oxenstierna qui les a institués en 1634, en Suède mais aussi en Finlande, qui appartenait à la Suède jusqu'en 1809 (voir Suède-Finlande).
Dans Wikipédia en français, län est traduit par « comté » pour la Suède et « province » pour la Finlande, et désignent respectivement l'actuelle division de premier niveau suédoise et l'ancienne division de premier niveau finlandaise (remplacée par les régions).
Le territoire des län ne correspond donc pas forcément à celui des provinces traditionnelles, qu'on appelle en suédois landskap et en finnois maakunnat — l'un et l'autre voulant aussi dire "paysages", ou encore (historiaalliset) provinssit :  par exemple, la province suédoise traditionnelle du Småland  est partagée entre les län de Kalmar, Kronoberg et Jönköping ; en revanche, la province traditionnelle de Dalécarlie forme en elle-même un län. Il en allait de même en Finlande avant la réforme de 1997 ; depuis, la coïncidence y est évidemment devenue une exception. 
En Suède, il y a  21 län, chacun étant dirigé par un exécutif (länsstyrelse) et une assemblée locale (landsting) :
En Finlande, il avait en 2009, juste avant le remplacement par les régions, 6 lääniä (en finnois) ou län (en suédois, la deuxième langue officielle du pays) (avant la réforme de 1997, ces provinces étaient au nombre de 12).